# Lukas Raeder
Lukas Raeder, né le 30 décembre 1993 à Essen, est un footballeur allemand qui évolue au poste de gardien de but au VfB Lübeck.

## Biographie
Le 31 août 2017, il rejoint Bradford City.

## Statistiques
| Saison                | Club                  | Championnat           | Championnat | Championnat | Coupe(s) nationale(s) | Coupe(s) nationale(s) | Supercoupe | Supercoupe | Compétition(s) continentale(s) | Compétition(s) continentale(s) | Compétition(s) continentale(s) | Supercoupe de l'UEFA | Supercoupe de l'UEFA | Coupe du monde des clubs de la FIFA | Coupe du monde des clubs de la FIFA | Total | Total |
| Saison                | Club                  | Division              | M.          | B.          | M.                    | B.                    | M.         | B.         | Comp.                          | M.                             | B.                             | M.                   | B.                   | M.                                  | B.                                  | M.    | B.    |
| 2013 – 2014           | Bayern Munich         | Bundesliga            | 2           | 0           | 1                     | 0                     | -          | -          | C1                             | -                              | -                              | -                    | -                    | -                                   | -                                   | 3     | 0     |
| 2014 – 2015           | Vitória Setúbal       | Liga Sagres           | 17          | 0           | 5                     | -                     | -          | -          | -                              | -                              | -                              | -                    | -                    | -                                   | -                                   | 22    | 0     |
| Total sur la carrière | Total sur la carrière | Total sur la carrière | 19          | 0           | 6                     | 0                     | -          | -          | -                              | -                              | -                              | -                    | -                    | -                                   | -                                   | 25    | 0     |

## Palmarès
Bayern Munich
- Bundesliga
  - Champion (1) : 2014.